# 陈大可
陈大可（1957年9月—），中国海洋科学家。他于1990年代开始参加“热带海洋与全球大气”计划，在哥伦比亚大学的厄尔尼诺-南方振荡现象预测系统的基础上，领导设计了新的预测系统。他还研究了海洋混合机制问题，建立了垂向混合模型来研究湍流混合。

## 生平
陈大可生于湖南省长沙市，1982年获湖南师范大学物理系学士学位。之后入国家海洋局第二海洋研究所师从苏纪兰，1985年获硕士学位。后赴美国纽约留学，1989年获石溪大学博士学位。1992年至2010年在哥伦比亚大学做研究。2005年加入卫星海洋环境动力学国家重点实验室。2015年被选为中国科学院院士。